# Aeródromo de Badiraguato
El Aeródromo de Badiraguato (Código DGAC: BDG) es un pequeño campo de aviación ubicado al sureste de Badiraguato, Sinaloa y es operado por la alcaldía de la misma ciudad. Cuenta con una pista de aterrizaje de 885 metros de largo y 16 metros de ancho, así como una plataforma de aviación de 4,500 metros cuadrados (100 m x 45 m). La pista de este aeropuerto tiene una pendiente muy inclinada, pues la cabecera 18 se encuentra a 237 m s. n. m. mientras que la cabecera 36 se encuentra a 255 m s. n. m., generando una pendiente de 1.165° grados. El aeropuerto se utiliza únicamente con fines de aviación general y aviación militar.

## Accidentes e incidentes
- El 30 de mayo de 1989 una aeronave IAI 201 Arava con matrícula 2002 operada por la Fuerza Aérea Mexicana se estrelló en el Cerro Punta Bojórquez poco tiempo después de despegar de Badiraguato para realizar un vuelo de carga, matando a los 4 tripulantes de la aeronave.[2]

- El 26 de febrero de 1994 una aeroave IAI 201 Arava con matrícula 2001 operada por la Fuerza Aérea Mexicana que despegó del Aeródromo de Badiraguato, se estrelló durante su ascenso inicial, matando a los 7 ocupantes.[3]

- El 20 de marzo de 2003 una aeronave Beechcraft 200 Super King Air con matrícula XC-ADP operada por la PGR que realizaba un vuelo entre el Aeropuerto de Hermosillo y el Aeródromo de Badiraguato, sufrió daños irreparables en el fuselaje tras despistarse al aterrizar en Badiraguato. Los 5 ocupantes sobrevivieron.[4]

- El 20 de diciembre de 2020 una aeronave Cessna T206H Turbo Stationair II con matrícula XB-PQU que operaba un vuelo privado entre el Aeródromo de Guasave y el Aeródromo de Badiraguato tuvo que aterrizar de emergencia en un campo agrícola cerca de Guamúchil, causando que el tren de aterrizaje delantero colapsara. Las 3 personas a bordo sobrevivieron.[5][6]